# محلة دار الروم
محلة دار الروم
هي محلة أُنشئت في الجانب الشرقي لمدينة بغداد حول دير يقال له دير الروم.

## سبب التسمية
ان تسمية المحلة دار الروم، جاءت بعد أن جيء بأسرى الروم إلى بغداد، واحضروهم إلى الخليفة المهدي، فأسكنهم داراً في هذا الموضع، فسميت المحلة بهم، وبعدها بني الدير. وموقع دار الروم اليوم شرقي منطقة الصليخ الحالية.

## أهم معالم المحلة
ومن أهم المعالم التي كانت موجودة في محلة دار الروم هي:

### دير الروم
بيعة كبيرة حسنة البناء محكمة الصنعة للنسطورية خاصة، وللجاثليق قلاية إلى جانبها، وبينه وبينها باب يخرج منه إليها في أوقات صلاتهم وقربانهم.

### محلة الدور
وكانت هناك محلة تسمى محلة الدور هذه المحلة مجاورة لدير الروم، وإنها خربت الآن.

### بيعة اليعقوبية
وهذه البيعة تجاور دير الروم، وهي مفردة لليعقوبية، وكذلك هي حسنة المظهر، عجيبة البناء، يقصدها الناس لما فيها من عجيب الصور وحسن البناء.

### رباط دار الروم
ويسمى هذا الرباط احيانا رباط دير الروم ويقع في محلة دار الروم في الجانب الشرقي من بغداد، وكان الشيخ أبو صالح نصر بن عبد الرزاق بن عبد القادر الكيلاني قد عينه الخليفة المستنصر بالله شيخا لرباط دير الروم.